# Вечера у осам (драма)
„Вечера у осам“ (енгл. Dinner at Eight) позоришна је комедија у три чина коју су написали амерички књижевници Џорџ С. Кофман и Една Фербер. Заплет се плете око неколико њујоршких богаташа и њихових сложених међусобних односа, док се припремају за вечеру код породице Џордан. Драма је премијерно изведена на Бродвеју 22. октобра 1932, а последњи пут у мају наредне године. Продуцирао ју је Сем Х. Харис, а поставио Џорџ С. Кофман. Те сезоне је играна 232 пута. На бродвејским даскама постављена је још двапут: 1967. и 2003.
На основу драмског текста снимљене су две филмске екранизације: Вечера у осам у режији Џорџа Кјукора са водећим холивудским звездама студија Метро-Голдвин-Мејер 1933, док је друга снимљена за телевизију 1989.